# Linsjön (Möklinta socken, Västmanland)
Linsjön är en sjö i Sala kommun i Västmanland och ingår i Dalälvens huvudavrinningsområde.